# Hiʻiaka
Hi'itaka, Haumea I, S/2005 (2003 EL61) 1 eller (136108) Haumea I (Hiʻiaka) är en naturlig satellit eller måne till dvärgplaneten och det transneptunska objektet Haumea. Den upptäcktes 26 januari 2005 av A. Bouchez, M. Brown, R. Campbell, J. Chin, M. van Dam, S. Hartman, E. Johansson, R. Lafon, D. Le Mignant, P. Stomski, D. Summers, P. Wizinowich, C. Trujillo och D. Rabinowitz.
Månen tros ha bildats i samband med en kollision mellan objekt där is har slitits loss från Haumea och sedan samlats till objekt som gått i omloppsbana. Man antar att hela månen därför bara består av is och mätningar av strålningen bekräftar att ytan består till 100% av is.
Detta objekt är relativt stort. Den är större än alla objekt i asteroidbältet utom Ceres, Pallas, Vesta och Hygiea. 
Månen fick sitt namn den 17 september 2008 samtidigt med den andra månen och Haumea. Hiʻiaka föddes ur Haumeas mun och är skyddsgudinna till ön Hawaii inom hawaiiansk mytologi.